# البینگروده (نیدرزاکسن)
البینگروده (نیدرزاکسن) (به آلمانی: Elbingerode) یک شهر در آلمان است که در Osterode واقع شده‌است. البینگروده ۴۳۷ نفر جمعیت دارد.